# Parlo d'amor
Parlo d'amor és un mural de l'il·lustrador català Ignasi Blanch que forma part de l'East Side Gallery, una galeria d'art a l'aire lliure situada sobre el mur de Berlín. És l'única obra del mur pintada per un català.

## Descripció
En el mural, de tons grisos, ocres i negres, hi figuren tres rostres que reflecteixen amor i les experiències que va viure Blanch a Berlín quan va caure el mur, època en què es dedicava a la impressió litogràfica. També s'hi veu un cor juntament amb altres figures, sobre les quals s'hi pot llegir el títol de l'obra Parlo d'amor.

## Història
Després de la caiguda del Mur de Berlín l'any 1990, la porció més gran de mur que no havia estat derruïda (d'uns 1,3 km de longitud) es va convertir el 1990 en l'East Side Gallery, la galeria a l'aire lliure més gran del món. Ignasi Blanch va ser l'únic representant de Catalunya i de tot l'estat espanyol a pintar al mur. L'il·lustrador català havia estat durant la caiguda del mur a Berlín, i explicava: "Va ser increïble, vam sortir de casa de nit corrent per fer fotos, una sensació raríssima, una barreja de plor, plaer i alegria, en presenciar una d'aquestes ironies de la vida". El 1992 l'East Side Gallery es va convertir en un monument històric.
L'any 2009, es va demanar als 106 artistes de 22 països diferents autors dels murals de la galeria que els tornessin a pintar, ja que amb l'erosió i el vandalisme s'havien desgastat. Quan Blanch va tornar a la capital alemanya va explicar: "Em sento realment emocionat amb la idea de tornar, i pinto ara amb un altre criteri, amb ganes i il·lusió".

## Galeria
- Detall
- Parlo d'amor dins de l'East Side Gallery
- Detall